# Euophrys maura
Euophrys maura är en spindelart som beskrevs av Władysław Taczanowski 1878. Euophrys maura ingår i släktet Euophrys och familjen hoppspindlar. Inga underarter finns listade i Catalogue of Life.